# 岡崎村 (神奈川県)
岡崎村（おかざきむら）は、神奈川県中郡にかつてあった村である。
現在の平塚市北西部、鈴川沿いの平坦部水田と、伊勢原市南側の畑台地からなり、集落はその中間に集在する。1956年9月30日に平塚市と中郡伊勢原町に合併した。

## 名称
「岡崎」という名称は、台地の先端という意味から来ている。

## 地域
- 矢崎（やさき）
- 大畑（おおはた）
- 西海地（さいかち）
- 入山瀬（いりやませ）
- 丸島（まるしま）
- 北大縄（きたおおなわ : 以上ここまでが1956年9月30日に平塚市へ編入合併）
- 大句（おおく：1956年9月30日に伊勢原町へ編入合併）
- 馬渡（まわたり：1956年9月30日に伊勢原町へ編入合併）

## 河川
- 鈴川（すずかわ）
- 大根川（おおねがわ）
- 善波川（ぜんばがわ）
- 板戸川（いたどがわ）

## 歴史
- 平安時代の中期に糟屋庄（かすやのしょう）の領域であったが、岡崎義実が領地とすると館をかまえ、岡崎城を造営した。
- 鎌倉時代に入ると、岡崎義実は源頼朝の覇業を助けた功績によって鎌倉幕府より岡崎の領地を安堵される。

この領地に含まれる村落は、馬渡、大句、矢崎、大畑、西海地、入山瀬、丸島であったという。
- 室町時代になって、1456年（康正2年） - 相模国三浦からきた三浦時高が入り込んで、岡崎城を乗っ取り、領主となる。

のち時高は嗣子三浦義同（後の道寸）に継承させ、義同は改めて、岡崎に城を構築し、自ら居住し威勢を張った。
- 1512年（永正9年）8月 - 北条早雲は伊豆相模の軍勢をもって岡崎城を攻略し、三浦氏は敗退。岡崎は（小田原北条氏）後北条氏の領地となった。

岡崎城はそれからしばらくして廃城になったと思われている。
- 1590年（天正18年）- 豊臣秀吉の小田原征伐によって後北条氏が没落すると徳川家康が入り、後に幕府直轄領となった。

以後、岡崎は幕府直轄領とそこから分割された藩領や旗本領が混在・錯綜するようになり、明治に至る。
- 1871年（明治4年）7月 - 廃藩置県により、岡崎地域の各村の藩領や旗本領は、佐倉県と六浦県および韮山県となる。この間にも整理統合があり、11月に足柄県となる。
- 1872年（明治5年）11月 - 足柄県は大区小区制を実施。岡崎の各村は第2大区小8区に編入される。
- 1873年（明治6年） - 1872年の学制発布により、「進修館」が矢崎村の「大森山紫雲寺」に開校した。（岡崎小学校の前身）

修業年限は下等小学4か年（就学は6歳から）・上等小学4か年（就学は10歳から）
教員の給与や経費の一部等は地元の有志が資本を出し合いその利子でまかなわれていた。
- 1876年（明治9年）4月 - 足柄県は廃止され、神奈川県に編入されたので岡崎の各村は第22大区小8区に編入された。

連合戸長役場は矢崎村の「満願寺」におかれた。

### 岡崎村の沿革
- 1889年（明治22年）4月1日 - 町村制施行に伴い矢崎村、丸島村、大畑村、西海地村、大句村、馬渡村、北大縄村、入山瀬村が合併して大住郡岡崎村となった。

これに伴い、住所表記が「神奈川県大住郡大畑村○○番地」から「神奈川県大住郡岡崎村×××番地」というように変更になった。
地租改正以来、旧村域ごとに地番がつけられていたが、合併を機に新しく地番を付け直した（旧北大縄村字下の坪の1番地から旧馬渡村字矢羽根の7065番地に向けて）。この理由のため現在でも平塚と伊勢原の岡崎地区だけは旧村名を大字として採用していない唯一の地区である。
庁舎は従前の連合戸長役場と同じ場所、矢崎村の「清流山満願寺」（岡崎村字別名346）におかれた。
- 1890年（明治23年）12月 - 庁舎が満願寺から岡崎村字山王久保3652へ移転。
- 1896年（明治29年）4月1日 - 郡の統合により大住郡が淘綾郡と合併して中郡となる[1]。
- 1900年（明治33年）12月5日 - 大磯警察署伊勢原分署岡崎巡査駐在所が開設された。
- 1919年（大正8年）6月 - 岡崎村に電灯が供給される。（白瀧川水力電気株式会社による）

(白瀧川水力電気（株）は1921年（大正10年）5月1日に富士水電（株）の傘下にあった相甲電気（株）に合併し、その後に富士水電（株）に合併され、1925年（大正14年）10月1日に東京電燈（株）に合併。1942年（昭和17年）3月31日に東京電燈が解散し、翌4月1日に日本発送電(株）と関東配電が発足。1951年（昭和26年）5月1日に現在の東京電力（株）になった。）
- 1920年（大正9年）2月24日 - 伊勢原町の伊勢原自働車運輸が伊勢原〜平塚間の乗合自動車運行開始。（伊勢原自働車運輸伊勢原線）

（現在の神奈川中央交通 平91系統の前身）
- 1923年（大正12年）9月1日 - 関東大震災 死者20名、負傷者20名。村内戸数282戸のうち、全壊223戸、半壊41戸、破損28戸の被害。
- 1924年（大正13年）9月 - 前年の関東大震災で庁舎が倒壊したので、岡崎村字山王久保3634へ新築移転。
- 1929年（昭和4年）5月1日 - 岡崎村の一部を中郡城島村へ編入。
- 1944年（昭和19年）10月 - 岡崎村診療所が役場内に開設される。（1973年（昭和48年）に廃止）
- 1947年（昭和22年）4月1日 - 岡崎公民館が役場内に開設される。
- 1947年（昭和22年）5月 - この年の3月に教育基本法が施行されたので、岡崎村、城島村、豊田村で教育組合を結成し、岡崎城島豊田教育組合立大住中学校が設立された。（現在の平塚市立大住中学校とは関係がない。翌年昭和23年3月31日で解散した。4月1日からは、豊田村は中郡大野町の大野町豊田村教育組合立大野中学校へ、岡崎、城島村は伊勢原町の伊勢原岡崎城島大田教育組合立伊勢原中学校（伊勢原町ほか3か村伊勢原中学校組合）へ通学となる。平塚岡崎の生徒は伊勢原中学校へ昭和50年3月31日まで通学した。）
- 1953年（昭和28年）10月1日 - 町村合併促進法が施行される。（施行期限は昭和31年9月30日まで）
- 1954年（昭和29年）11月29日 - 馬渡地区の住民から伊勢原町への合併希望の請願書が村議会へ提出される。

12月22日 - 大句地区の住民からも伊勢原町への合併希望の請願書が村議会へ提出される。この間、隣接する町村と共に平塚市との合併をという意見もあったり、鉄道駅や官公署が近い伊勢原町との合併をという意見もあったり、隣接する金目村からは、農業を中心とした村を建設する構想をもちかけられたこともあったが、合併問題では終始意見が対立し結論が出なかった。
- 1956年（昭和31年）9月16日 - 神奈川県合併審議会委員（県議2名）、神奈川県中地方事務所長が村を訪れ、合併問題の局面打開に尽力するも不調に終わる。
- 1956年（昭和31年）9月22日 - ついに岡崎村合併推進委員会は分村合併を決める。25日、臨時村議会で決議、県議会へ議案提出。26日、県議会で承認可決。
- 1956年（昭和31年）9月30日 - 分村・編入され消滅。
  - 大句、馬渡は伊勢原町へ編入される。
  - 残部は平塚市へ編入される。
  - 新しい大字として「岡崎」を定める。
  - 村の財産処分は平塚73、伊勢原27の割で行う。
  - 大句、馬渡の小学生91名は、1957年（昭和32年）3月31日まで平塚市との委託契約の上、岡崎小学校へ通学。4月からは伊勢原小学校へ転校とする。
  - 村庁舎があった場所に平塚市役所岡崎出張所が設置される。
  - 岡崎駐在所は伊勢原警察署から平塚警察署に管轄変更。

### 合併してその後
- 1957年（昭和32年）3月9日 - 大句、馬渡から通学している小学生91名のうち32名（新入生3名を含む）の父兄から「いままでの岡崎小に通学したいから」と区域外通学の申し入れが平塚市教育委員会にあり、区域外通学を望んでいる理由は「こんど通学する伊勢原小が非常に遠くなり、子供達の徒歩通学が困難」というものであった。平塚市教育委員会と伊勢原町教育委員会は解決を図るが、4月5日の始業式に伊勢原町大句地区の学童30人が登校。始業式は学校側が黙認したが、翌6日午前11時、登校してきた大句地区の学童30人の前で校長が「平塚市教育委の指示で学籍のない児童は受け入れることはできない。」と帰宅を言い渡し、同日午後1時30分から同校に父兄の出席を求め、伊勢原小学校へ就学するよう説得した。

4月15日 - 伊勢原町大句の学童30名のうち病欠1名を除いた29人が、伊勢原小学校へ登校した。
- 1958年（昭和33年）1月2日 - 岡崎小学校に電話が架設される。局番は伊勢原137番（甲）で、市役所岡崎出張所と回線を共同で使用するものであった。
- 1959年（昭和34年）3月 - 岡崎農協に有線放送設備が完成する。（昭和48年に廃止）

- 1964年（昭和39年）5月31日 - 平塚市内の電話は午前0時をもって電話が自動ダイヤル化される。岡崎は平塚市内であるにもかかわらず、伊勢原局番の手動式であったので平塚市の金目局（58局）に変更された。行政区域と電話加入区域が一致させられた。（伊勢原町の大句、馬渡地区は翌年12月7日午後3時に電話が自動ダイヤル化、伊勢原局は（95局）に変更。）
- 1964年（昭和39年）11月7日 - 平塚市役所岡崎出張所が閉鎖される。今後は岡崎公民館に連絡員・駐在員を配置して行政事務にあたらせた。
- 1965年（昭和40年）10月31日 - 平塚岡崎の郵便区が長らく伊勢原郵便局管内であったが、金目郵便局管内（現在の平塚西郵便局）に変更された。

その後、2006年（平成18年）9月25日に平塚西郵便局から集配業務が平塚郵便局に移管された。
平塚市岡崎に郵便局が開設されたのは、1975年（昭和50年）3月である。
- 1971年（昭和46年）4月1日 - 中郡伊勢原町は市制を施行、伊勢原市となる。

## 行政
岡崎村役場
```
神奈川県中郡岡崎村3634番地
```

- 歴代村長
- 初代 今井栄次郎（明治22・5－明治24・11）
- 2代 石倉三左衛門（明治25・2－明治29・2）
- 3代 山崎常吉（明治29・2－明治32・7）
- 4代 今井末吉（明治32・7－明治36・7）
- 5代 長谷川運太郎（明治36・8－明治40・8）
- 6代 佐藤奥次郎（明治40・8－大正4・8）
- 7代 佐藤奥次郎（大正4・8－大正8・8）
- 8代 佐藤奥次郎（大正8・8－大正10・6）
- 9代 石倉一造 （大正10・7－大正14・7）
- 10代 今井中治 （大正14・8－大正15・5）
- 11代 土屋兵次郎（大正15・12－昭和5・12）
- 12代 中丸源次郎（昭和5・12－昭和8・5）
- 13代
- 14代 石倉一造（昭和8・5－昭和12・5）
- 15代 中丸源次郎（昭和12・6－昭和16・6）
- 16代 杉山勇造（昭和16・8－昭和17・8）
- 17代 土屋義男（昭和18・3－昭和21・4）
- 18代 田中歌吉（昭和21・5－昭和26・4）
- 19代 高橋豊司（昭和26・4－昭和30・4）
- 20代 関谷美治（昭和30・4－昭和31・9）
  - 選挙管理委員会
  - 農業調整委員会
  - 農地委員会
  - 民生委員会
  - 児童福祉委員会

教育
- 岡崎村立岡崎小学校
神奈川県中郡岡崎村3430番地

警察
- 伊勢原警察署岡崎駐在所（現在は平塚警察署岡崎駐在所）
神奈川県中郡岡崎村4061番地

## 岡崎村が関係していた一部事務組合
岡崎城島豊田教育組合立大住中学校 神奈川県中郡豊田村宮下552
- 1947年（昭和22年）5月に設立、1年生は豊田小学校、2年生は城島小学校、3年生は岡崎小学校の校舎を借りて開校した。

1948年（昭和23年）3月31日に解散、4月からは岡崎と城島の生徒は伊勢原町の伊勢原中学校へ通学する。
伊勢原岡崎城島教育組合立伊勢原中学校 神奈川県中郡伊勢原町伊勢原20
- 1948年（昭和23年）4月1日 伊勢原町伊勢原117に「伊勢原岡崎城島大田教育組合立伊勢原中学校」開校。
- 1949年（昭和24年）4月5日 伊勢原町伊勢原20に新築移転。
- 1954年（昭和30年）4月1日 町村合併で「伊勢原岡崎城島教育組合立伊勢原中学校」（伊勢原町ほか2か村中学校組合立伊勢原中学校）に校名変更。
- 1956年（昭和31年）10月1日 平塚市との合併により、「伊勢原町平塚市教育組合立伊勢原中学校」に校名変更。
- 1975年（昭和50年）3月31日 平塚市城所649に「平塚市立大住中学校」が開校することにより、伊勢原平塚教育組合は解散した。

中郡北部国保連合伊勢原病院 神奈川県中郡伊勢原町東大竹423
- 1945年（昭和20年）6月 当時の平塚海軍共済病院が伊勢原町板戸字関台920に疎開。「平塚海軍共済病院伊勢原分院」開院。
- 1950年（昭和25年）2月28日 「平塚共済病院」は伊勢原分院を「中郡北部国民健康保険団体連合会」に移譲するため、閉鎖。
- 1950年（昭和25年）4月6日 岡崎村ほか9か町村が結成した「中郡北部国民健康保険団体連合会」を母体に設立、

「中郡北部国保連合伊勢原病院」として伊勢原町東大竹423に開院する。
- 1954年（昭和29年）〜 1956年（昭和31年）町村合併で「伊勢原平塚厚木市組合立伊勢原国保病院」に変更。
- 1961年（昭和36年）4月1日 平塚市、厚木市は経営を離脱し、「伊勢原町立伊勢原国保病院」に変更。
- 1968年（昭和43年）4月1日 伊勢原町から神奈川県厚生農業協同組合連合会に経営を移管、「伊勢原病院」に変更。
- 1968年（昭和43年）7月1日 「伊勢原協同病院」に変更。
- 1971年（昭和46年）2月1日 東大竹から伊勢原町池端30へ新築移転、東大竹423の敷地は伊勢原町に返還。

## その他
- 岡崎農業協同組合（現在は湘南農業協同組合岡崎支所）
- 国保直営岡崎村診療所（診療科目は内科）

## 交通
バス路線
- 神奈川中央交通
- 村内の停留所は、矢崎、大句、城所入口、馬渡がある。

道路
- 県道
  - 神奈川県道平塚伊勢原線（現在は平塚市道豊田岡崎線）
  - 神奈川県道二宮伊勢原線（現在は神奈川県道63号相模原大磯線）

## 現在
- 現在は平塚市と伊勢原市とも行政上、岡崎地区と区分されている。住所には「平塚市岡崎」、「伊勢原市岡崎」と表記されるが、伊勢原市分の一部（旧馬渡村分の一部）は1969年（昭和44年）1月1日より住居表示実施に先立ち、「伊勢原市八幡台2丁目」と変更され、平塚市分の一部には、大規模住宅地の造成があったので1978年（昭和53年）7月1日より、住居表示実施に伴い、「平塚市ふじみ野1丁目」「平塚市ふじみ野2丁目」と変更された所がある。
- 旧村域は飛び地が多く、小字が旧村域内で錯綜していたので、旧村域を復元することは困難である。

## 関連人物
- 岡崎義実
- 三浦義同
- 秋山博（1863〜1918）旧矢崎村の生まれ。自らも失明者であったが、「私立中郡盲人学校」（現在の「神奈川県立平塚盲学校」を設立した。